# Maykopsky (huyện)
Huyện Maykopsky (tiếng Nga: ? райо́н) là một huyện hành chính tự quản (raion), của Adygea, Nga. Huyện có diện tích 3729 km², dân số thời điểm ngày 1 tháng 1 năm 2000 là 59600 người. Trung tâm của huyện đóng ở Tul'skyy.